# 吉野朔実
吉野 朔実（よしの さくみ、1959年2月19日 - 2016年4月20日）は、日本の女性漫画家。大阪府出身。血液型はO型。

## 人物・経歴
1959年（昭和34年）年2月19日に大阪府で生まれ、熊本県、千葉県で育つ。千葉県立柏高等学校を経て（江口寿史との対談や、江口寿史が自らのTwitterアカウントで、江口と吉野と塩森恵子が同校出身と述べている）、短期大学を卒業。
1980年、集英社の少女漫画雑誌『ぶ〜け』から「ウツよりソウがよろしいの!」でデビュー。1983年から『ぶ〜け』で大学生の青春群像を描いた『月下の一群』を連載開始した。
1980年代から1990年代までは『ぶ〜け』で連載を続け、1985年からは「少年は荒野をめざす」。1988年からは「ジュリエットの卵」を連載。これらの作品ではその後も吉野の作品のモチーフとなっていく心理学的な題材や人物の鏡像関係などが見られる。1991年からは、毎月50頁のオムニバス的連載「いたいけな瞳」、1993年には高校生の女性と双子の男性を軸にした「エキセントリックス」を連載。その後、集英社との専属契約が切れたため、2000年代以降は小学館の雑誌に活動の場を移す。
2001年に『週刊ビッグコミックスピリッツ』で連載開始した「瞳子」では青年誌に進出し、大学卒業後に就職しない男女の関係を描いた。
文学にも造詣が深くエッセイの執筆も手がけ、『本の雑誌』で連載していた書評エッセイは『お父さんは時代小説（チャンバラ）が大好き』（本の雑誌社、1996年）などとして出版されている。映画に関するエッセイは『こんな映画が、吉野朔実のシネマガイド』（パルコ出版、2001年）として出版された。またNHKの書評番組『週刊ブックレビュー』にも書評者として何回か出演した。
2002年10月に小学館から刊行された漫画作品『記憶の技法』は、同名実写映画の原作となり、2020年に映画『記憶の技法』として公開（制作・配給：KAZUMO）、同年11月27日よりヒューマントラストシネマ渋谷ほかで全国ロードショーが開始された。
2003年より『月刊IKKI』で連載開始した「period」は現代の家族をテーマに、2014年完結までの長期連載となった。死の直前となる2016年には『月刊フラワーズ』6月号に読み切り「いつか緑の花束に」とインタビューを掲載、『本の雑誌』には「吉野朔実劇場」の連載を続けていた。
2016年4月20日、東京都内で死去。57歳没。小学館側の発表では「病気のため逝去」としか語られておらず、詳細な死因は明らかにされていない。
緻密で華麗な絵柄とクールで分析的な視点の作風を特徴とする。しばしば心理学を題材とし、青年期のアイデンティティ・クライシスを描くため、直接的また間接的に双子を扱った作品が多く見られる。作風は松苗あけみや山本直樹の影響を受けたと語っている。また歌人の穂村弘や精神科医の春日武彦との交友関係が知られ、春日の著書の挿絵も手がけている。

## 作品リスト

### 漫画単行本
- 『グルービィナイト』集英社 (1982/4/15) ISBN 978-4088600277 全1巻
- 『月下の一群』（1983年）全3巻（文庫版全2巻）
- 『月下の一群 PART2』（1984年）全2巻
- 『王様のDINNER』集英社 (1985/04) ISBN 978-4088600833 全1巻
- 『HAPPY AGE』（1985年）全2巻
- 『少年は荒野をめざす』全6巻（文庫版全4巻）
- 『ジュリエットの卵』全5巻 （文庫版全3巻）
- 『天使の声』（1989年）全1巻
- 『La Maschera（ラ・マスケーラ）』集英社 (1990/06) ISBN 978-4088602080 全1巻
- 『いたいけな瞳』（1991年 - 1993年）全8巻（文庫版全5巻）
- 『Eccentrics（エキセントリクス）』（1993年 - 1994年）全4巻（文庫版全2巻）
- 『恋愛的瞬間』（1996年 - 1997年）全5巻（文庫版全3巻）
- 『ぼくだけが知っている』（1996年 - 1998年）全5巻（文庫版全3巻）
- 『瞳子』小学館 (2001/06) ISBN 978-4091793713 全1巻
- 『グールドを聴きながら』小学館 (2000/08) ISBN 978-4091722911 全1巻
- 『栗林かなえの犯罪』小学館 (2001/05) ISBN 978-4091722928 全1巻
- 『記憶の技法』 小学館 (2002/10) ISBN 978-4091670014 全1巻 - 映画原作。2020年公開
- 『透明人間の失踪』小学館 (2003/8/23) ISBN 978-4091670021 全1巻
- 『period（ピリオド）』小学館（月刊IKKI連載　2004年 - 2014年）全5巻
- 『いつか緑の花束に』小学館（2016/12）ISBN 978-4091670748 全1巻

### エッセイ
- 『お父さんは時代小説（チャンバラ）が大好き』本の雑誌社、1996年（角川文庫、2002年）
- 『眠れない夜には星を数えて』大和書房、1996年
- 『お母さんは「赤毛のアン」が大好き』本の雑誌社、2000年（角川文庫、2004年）
- 『こんな映画が、吉野朔実のシネマガイド』パルコ出版、2001年
- 『弟の家には本棚がない』本の雑誌社、 2002年
- 『犬は本よりも電信柱が好き』本の雑誌社、2004年
- 『本を読む兄、読まぬ兄』本の雑誌社、2007年
- 『シネコン111 吉野朔実のシネマガイド』エクスナレッジ、2007年
- 『狂気な作家のつくり方』本の雑誌社、2009年（平山夢明と共著）
- 『神様は本を読まない』本の雑誌社、 2010年
- 『悪魔が本とやってくる』本の雑誌社、2013年
- 『天使は本棚に住んでいる』本の雑誌社、2016年
- 『吉野朔実は本が大好き』本の雑誌社、2016年（『お父さんは時代小説が大好き』『お母さんは「赤毛のアン」が大好き』『弟の家には本棚がない』『犬は本よりも電信柱が好き』『本を読む兄、読まぬ兄』『神様は本を読まない』『悪魔が本とやってくる』『天使は本棚に住んでいる』の合本。）

### 絵本
- 『もっと幸福な一日』大和書房、1994年
- 『プレゼントをあげる』大和書房、1999年
- 『ましまる おかえりなさいをきくまでは』大和書房、2001年

### 画集
- 『FLOWER PIECES (Bouquet Excellent)』集英社、1988年

### 挿絵・挿入漫画など
- 春日武彦『「治らない」時代の医療者心得帳 カスガ先生の答えのない悩み相談室』医学書院、2007年
- 春日武彦『精神のけもの道 つい、おかしなことをやってしまう人たちの話』アスペクト、2008年
- 春日武彦『つまらない人生入門（鬱屈大全）』アスペクト、2011年
- 柴田元幸『つまみぐい文学食堂』角川書店、2006年（角川文庫、2010年）

### カバーイラスト
- 角川文庫
  - 赤毛のアン、アンの青春、アンの愛情（L・M・モンゴメリ作、中村佐喜子訳、角川書店、平成20年4月25日発行版）
  - 少女パレアナ（エレナ・ポーター作、村岡花子訳、角川書店）
- 集英社文庫
  - こころ、三四郎、坊ちゃん（夏目漱石、集英社）
- プランニングハウス
  - ドラゴンファームはいつもにぎやか、ドラゴンファームのゆかいな仲間、ドラゴンファームのこどもたち（久美沙織作）